# Kālgi
Kālgi är en ort i Indien.   Den ligger i distriktet Gulbarga och delstaten Karnataka, i den centrala delen av landet, 1 300 km söder om huvudstaden New Delhi. Kālgi ligger 433 meter över havet och antalet invånare är 10 365.
Terrängen runt Kālgi är platt. Runt Kālgi är det ganska tätbefolkat, med 172 invånare per kvadratkilometer. Kālgi är det största samhället i trakten. Trakten runt Kālgi består till största delen av jordbruksmark.